# Michael Rapaport
Michael David Rapaport (ur. 20 marca 1970 w Nowym Jorku) – amerykański aktor i komik.

## Życiorys
Urodził się na nowojorskim Manhattanie, w rodzinie Żydów aszkenazyjskich jako syn spikerów radiowych – June Brodie, osobowość radiową z Nowego Jorku, i Davida Rapaporta, dyrektora radiowego, który był dyrektorem generalnym formatu All-Disco w nowojorskiej stacji radiowej WKTU Disco 92. Jego żydowska rodzina pochodziła z Polski i Rosji. Dorastał w Upper East Side z bratem Erikiem i starszą przyrodnią siostrą Claudią z wcześniejszego małżeństwa ojca. Po rozwodzie rodziców matka Rapaporta poślubiła komika Marka Lonowa, który był właścicielem klubu komediowego. Rapaport miał trudności w szkole. W latach 80. uczęszczał do Erasmus Hall High School. Ukończył nowojorską Martin Luther King High School.
W 1989, gdy miał 19 lat, przeniósł się do Los Angeles w Kalifornii, gdzie rozpoczął karierę jako komik stand-up. Zadebiutował na ekranie w roli 18-letniego introwertyka żydowskiego DJ i rapera Zachary’ego „Zacka” w niezależnym filmie – dreszczowcu Zebrahead (1992), za którą był nominowany do Independent Spirit Awards. Wkrótce później zagrał z Bridget Fondą w dramacie Point of No Return (1993) oraz w dreszczowcu Prawdziwy romans (True Romance, 1993) przy boku Christiana Slatera i Patricii Arquette. Wystąpił też z Eddiem Murphym w komedii Metro: Gliniarz z metropolii (Metro, 1997), Woodym Harrelsonem w kryminale Palmetto (1998) oraz Thomasem Jane w dreszczowcu sensacyjnym Piekielna głębia (Deep Blue Sea, 1999). Stał się jednak najbardziej znany ze swoich ról w serialach – Boston Public (2001–2004) i jako Dave Gold w sitcomie Domowy front (The War at Home, 2005–2007), za którą zdobył dwie nominacje do Teen Choice Awards. W 2008 występował w czwartym sezonie serialu Prison Break jako agent DHS Don Self.

## Życie prywatne
15 stycznia 2000 wziął ślub z dziennikarką Nichole Beattie. Mają dwóch synów: Juliana Alego (ur. 2000) i Maceo Shane’a (ur. 2002). W 2007 para rozwiodła się. W 2016 poślubił aktorkę Kebe Dunn.

## Filmografia

### Filmy
- 1993: Kryptonim Nina jako Wielki Stan
- 1993: Prawdziwy romans jako Dick Ritchie
- 1993: Poetic Justice – Film o miłości jako sztauer
- 1995: Studenci jako Remy
- 1995: Pocałunek śmierci jako Ronnie Gannon
- 1995: Przetrwać w Nowym Jorku jako skinhead
- 1995: Jej wysokość Afrodyta (Mighty Aphrodite) jako Kevin
- 1996: Piękne dziewczyny jako Paul Kirkwood
- 1997: Cop Land jako Murray Babitch
- 1997: Gliniarz z metropolii (Metro) jako Kevin McCall
- 1998: Palmetto jako Donnely
- 1999: Piekielna głębia (Deep Blue Sea) jako Tom „Scoggs” Scoggins
- 2000: 6-ty dzień jako Hank Morgan
- 2000: Drobne cwaniaczki jako Denny Doyle
- 2000: Siła i honor jako GM1 Snowhill
- 2000: Następny piątek jako listonosz z zawiadomieniem podatkowym
- 2000: Wykiwani jako Thomas Dunwitty
- 2000: Numer stulecia jako Dale
- 2000: Łańcuch szczęścia jako wynajęty morderca
- 2001: Dr Dolittle 2 jako Joey Raccoon (głos)
- 2001: Grand Theft Auto III jako Joey Leone (głos)
- 2005: Hitch: Najlepszy doradca przeciętnego faceta jako Ben
- 2012: Pocałunek potępionych jako Ben
- 2013: Gorący towar jako Jason Mullins
- 2016: Sully jako barman Pete

### Seriale TV
- 1992: Murphy Brown jako Robbie
- 1993: Bajer z Bel-Air jako Mike
- 1993: Nowojorscy gliniarze jako Jaime Dileo
- 1998: Ostry dyżur jako Paul Canterna
- 1999: Przyjaciele jako Gary
- 2001–2004: Boston Public jako Danny Hanson
- 2003: Chappelle’s Show jako pracownik Popcopy
- 2003: Kancelaria adwokacka jako Gigi Coley
- 2005–2007: Domowy front (The War at Home) jako David „Dave” Gold
- 2006: Mad TV jako Abraham Lincoln
- 2006: Na imię mi Earl jako Frank Stump
- 2008–2009: Skazany na śmierć jako agent DHS Don Self
- 2009–2010: Przypadek zgodny z planem jako Sully
- 2010: Bananowy doktor jako Stanley
- 2010–2013: Pound Puppies: Psia paczka jako Squirt, Squeak (głos)
- 2012–2013: Lekarz mafii jako Paul Moretti
- 2014: Justified: Bez przebaczenia jako Daryl Crowe Jr.
- 2014: Dorastająca nadzieja jako Michael
- 2015: Bez zasad jako Charlie Bullman
- 2015: Louie jako Lenny
- 2015: Czarno to widzę jako Jay Simmons
- 2015: Teoria wielkiego podrywu jako Kenny Fitzgerald
- 2016: Prawo i porządek: sekcja specjalna jako Richie Caskey
- 2016: Dice: Komik w Las Vegas jako Bobby Mooch
- 2016: Crisis in Six Scenes jako Trooper Mike
- 2016: Zwierzęta jako Gary Evans
- 2017: The Guest Book jako Adam
- 2017: Biała sława jako Teddy Snow
- 2017–2021: Atypowy jako Doug Gardner
- 2019: Simpsonowie jako Mike Wegman (głos)
- 2024: Fallout jako Knight Titus